# 金澤ゆかり
金澤 ゆかり（かなさわ ゆかり、1984年7月18日 - ）は東京都出身の女優、旧名：金澤 祐香利。

## 略歴
劇団東俳、プロダクションハーモニーを経て、現在はヘリンボーン所属。
深作欣二監督の映画『バトル・ロワイアル』及び深作監督の実質的遺作であるゲーム『クロックタワー3』イベントCGムービーに出演。
その後は主にテレビ番組『行列のできる法律相談所』、『ザ・ジャッジ!』等の再現ドラマ等に出演のほかハル・ミヤコの名前で謎のUMA軍団総帥として国内外問わずにプロレスインディー団体のリングに上がっている。

## 人物
- 小さい頃は一人称が僕のいわゆる「僕っ子」であった。
- 祖父母に育てられていたが、説明するのが面倒なため面白半分で「親に捨てられた」と説明することがある。
- 中・高校と帰宅部。
- 風邪の予言が出来る。
- 「六九（むく）」というトイプードルを飼っている。名前は祖父母の誕生月から。

## 出演

### 映画等
- バトル・ロワイアル（2000年、東映・映像工房） - 北野雪子 役
- バトル・ロワイアル【特別篇】（2001年、東映・映像工房） - 北野雪子 役
- クロックタワー3（2002年、カプコン）
- GACHAPON!（2003年、JVD） - 若杉早紀 役
- 真実（2004年、東宝ビルト） - 高原悠子 役
- Bon Voyage!（2004年、TENGADO） - 麗 役
- 純喫茶エルミタージュ(2005年、NETCINEMA.TV)
- リアル鬼ごっこ（2008年） - 胴体を裂かれる少女 役
- ハローグッバイ（2010年）[1]
- ハル・ミヤコ&ビッグフット対デス・キャピトロン（2010年12月、ミュージックシネマズジャパン） - ハル・ミヤコ 役

### テレビドラマ
- 元禄繚乱（1999年、NHK）
- はぐれ刑事純情派（2000年、テレビ朝日） - 中学生 役
- カバチタレ!（2000年、フジテレビ） - 中学生 役
- 仮面ライダー555（2003年、テレビ朝日） - 高校生 役
- ウルトラマンネクサス（2004年、CBC） - ビーストヒューマン 役
- 警視庁失踪人捜査課 CASE7（2010年、テレビ朝日） - 保育士 役
- 相棒 season10 第6話（2011年、テレビ朝日）
- スイッチガール!! （2011年、フジテレビTWO） - 教師 役
- 東野圭吾ミステリーズ ナビゲーションパート（2012年、フジテレビ）

### テレビ番組中の再現ドラマ
- ザ!情報ツウ（2003年、日本テレビ）
- 行列のできる法律相談所（2003年、日本テレビ）
- こたえてちょーだい!（2003年、フジテレビ）
- ザ・ワイド（2004年、日本テレビ）
- ザ・ジャッジ!（2004年、フジテレビ）
- Dのゲキジョー（2005年、フジテレビ）

### CM
- アイワイバンク銀行

### その他レギュラー
- BB@niftyでインターネット（2003年、東北新社・CSファミリー劇場） - 1年契約
- 山田家の人々（2004年、シティーテレコムかながわ） - 山田ゆかり 役、1年契約
- 脱がせ屋「高須」のモンド無用!（2005年、MONDO21）

### イメージビデオ
- デジャヴー -夢を見てたから- 金澤ゆかり（2005年7月22日、トリコロール）